# Stráne pod Tatrami
Stráne pod Tatrami, do roku 1948 Folvarky nebo též Folberg, jsou obec na Slovensku v okrese Kežmarok. V obci se nachází římskokatolický kostel sv. Petra a Pavla z 15. století. Podél cesty z Kežmarku do Stráni pod Tatrami se rozkládá malý les, ve kterém žijí bobři.

## Osobnosti
- Michal Greisiger (1851–1912), lékař a přírodovědec